# Guillermo Arthur
Guillermo Ladislao Arthur Errázuriz (Santiago, 11 de mayo de 1948) es un abogado y político chileno, miembro fundador del partido  Unión Demócrata Independiente (UDI) en 1983. Se desempeñó como ministro del Trabajo y Previsión Social de su país, durante la dictadura militar del general Augusto Pinochet Ugarte entre octubre de 1988 y septiembre de 1989. Fue presidente de la asociación de Administradoras de Fondos Previsionales de Chile (AAFP) entre 1999 y 2014.

## Familia y estudios
Nació en Santiago de Chile el 11 de mayo de 1948, hijo de Guillermo Arthur Aránguiz y Gloria Errázuriz Pereira. Realizó sus estudios superiores en la carrera de derecho en la Pontificia Universidad Católica (PUC), y luego cursó una licenciatura con especialización en áreas laborales y previsionales en la misma casa de estudios.

## Vida pública
Durante la dictadura militar del general Augusto Pinochet, en 1983 fundó el Movimiento Unión Demócrata Independiente (UDI), de derecha política. En noviembre del año siguiente, fue nombrado por Pinochet como titular de la Subsecretaría de Previsión Social, actuando como tal hasta el 18 de marzo de 1985.
Más tarde, el 6 de octubre de 1988, luego de la derrota sufrida por Pinochet en el plebiscito nacional, asumió, en medio de un notable cambio de gabinete, el Ministerio del Trabajo y Previsión Social. Dejó el cargo el 17 de agosto de 1989, siendo reemplazado por María Teresa Infante Barros.
En las elecciones parlamentarias de 1989 fue candidato a senador de la República, por el pacto Democracia y Progreso, en representación de la Circunscripción 13 (provincias de Ñuble, Biobío y Arauco, en la VIII Región del Biobío), por el periodo legislativo 1990-1998, sin resultar electo.
Desde la academia, se ha desempeñado como catedrático en las universidades de Chile y Diego Portales.
Entre sus cargos públicos destacó como vicepresidente de administración y finanzas de Codelco, presidente de la Asociación Gremial de Administradoras de Fondos de Pensiones de Chile (1999-2014), y vicepresidente de AFP Capital del grupo SURA.

## Obra escrita
- —. Régimen legal del nuevo sistema de pensiones. 1988. Editorial Jurídica de Chile.[1]

## Historial electoral

### Elecciones parlamentarias de 1989
- Elecciones parlamentarias de 1989, candidato a senador por la Circunscripción 13, (Biobío Interior)[2]

| Candidato                  | Pacto                          | Partido | Votos   | %     | Resultado |
| -------------------------- | ------------------------------ | ------- | ------- | ----- | --------- |
| Mariano Ruiz-Esquide Jara  | Concertación por la Democracia | PDC     | 111 432 | 31,12 | Senador   |
| Edgardo Condeza Vaccaro    | Concertación por la Democracia | PPD     | 101 587 | 28,37 |           |
| Mario Ríos Santander       | Democracia y Progreso          | RN      | 73 858  | 20,62 | Senador   |
| Guillermo Arthur Errázuriz | Democracia y Progreso          | ILB     | 71 251  | 19,90 |           |

## Nota
1. ↑  También escrito como «Willie Arthur Aránguiz».